# Vrine gravfält
Vrine gravfält i Ödeborgs socken i Färgelanda kommun är Dalslands största järnåldersgravfält med omkring 90 fornlämningar. Dessa utgöres av 27 gravhögar, 47 stensättningar, 15 klumpstenar och en rest sten. Gravhögarna finns i olika former - runda, ovala och långa - och de största är 15 i diameter och drygt en meter höga. En långhög är 30 meter lång. Stensättningarna är runda och rektangulära. Gravfältet genomskärs av en bilväg och 6 fornlämningar ligger på dess sydvästra sida medan övriga ligger på den nordöstra. Flera mindre gravfält ligger i närheten (Ödeborg 3:1, Färgelanda 12-13:1).   